# منطقه کلگری
منطقه کلگری (به انگلیسی: Calgary Region) یک منطقه کلان‌شهری در کانادا است که در کلگری واقع شده‌است.